# James Maitland, 8. Earl of Lauderdale

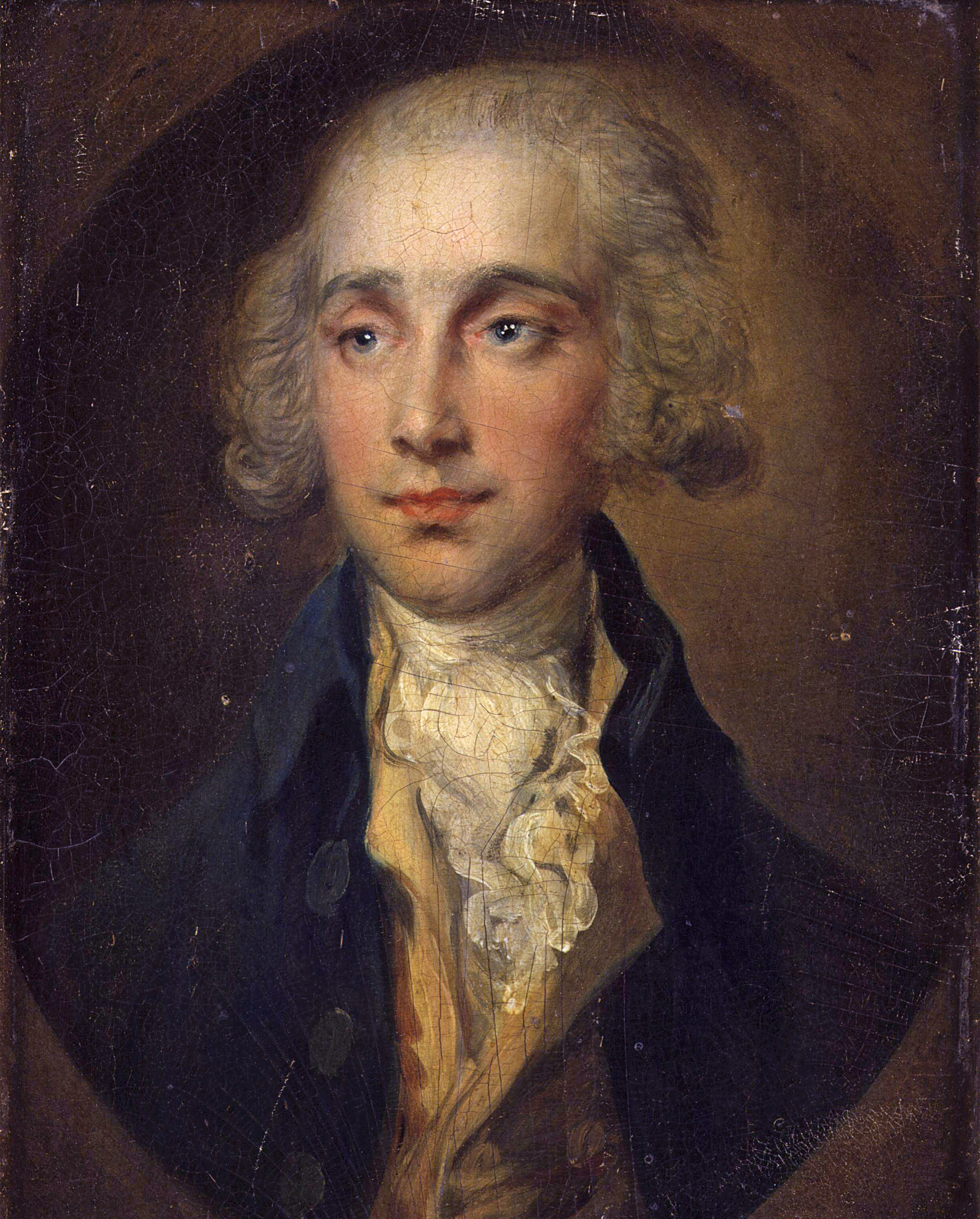
James Maitland, 8. Earl of Lauderdale

James Maitland, 8. Earl of Lauderdale KT PC (* 26. Januar 1759 auf Hatton House, Ratho, Midlothian; † 10. September 1839 auf Thirlestane Castle, Berwickshire) war ein britischer Peer, Politiker und Wirtschaftswissenschaftler.

## Leben
James Maitland war der älteste Sohn von James Maitland, 7. Earl of Lauderdale. Er studierte an den Universitäten Edinburgh und Glasgow Rechtswissenschaft. 1780 wurde er erstmals ins britische House of Commons gewählt. Er war von 1780 bis 1784 Abgeordneter für das Rotten borough Newport in Cornwall sowie von 1784 bis 1789 für das Borough Malmesbury in Wiltshire. Nachdem er 1789 die Adelstitel seines Vaters geerbt hatte, wählten ihn die schottischen Peers als Representative Peer ins britische House of Lords, wodurch er aus dem House of Commons ausschied. Maitland unterstützte zunächst die Ideen der Französischen Revolution und hielt sich in dieser Zeit auch länger in Paris auf. Zeitweise war er sogar ein persönlicher Freund von Jean Paul Marat.
Als die Whigs unter Grenville 1806 an die Regierung kamen, wurde Maitland der Titel eines Baron Lauderdale, of Thirlestane in the County of Berwick, verliehen, mit dem ein fester Sitz im House of Lords verbunden war, da er zur Peerage of the United Kingdom gehörte. Außerdem wurde er 1806 in den Privy Council aufgenommen und war für kurze Zeit im Juli 1806 Keeper of the Great Seal of Scotland.
Zwischen August und Oktober 1806 nahm er als Diplomat in Paris an den vergeblichen Friedensverhandlungen mit Napoleon I. teil, welche Charles James Fox angeknüpft hatte. Später wurde er zum Tory, stimmte gegen die Wahlrechtsreform von 1832 und war das Haupt der schottischen Hochtories. 1821 wurde er als Knight Companion in den Distelorden aufgenommen. Er starb am 10. September 1839 auf seinem Familiensitz Thirlestane Castle in Berwickshire.

## Ehe und Nachkommen

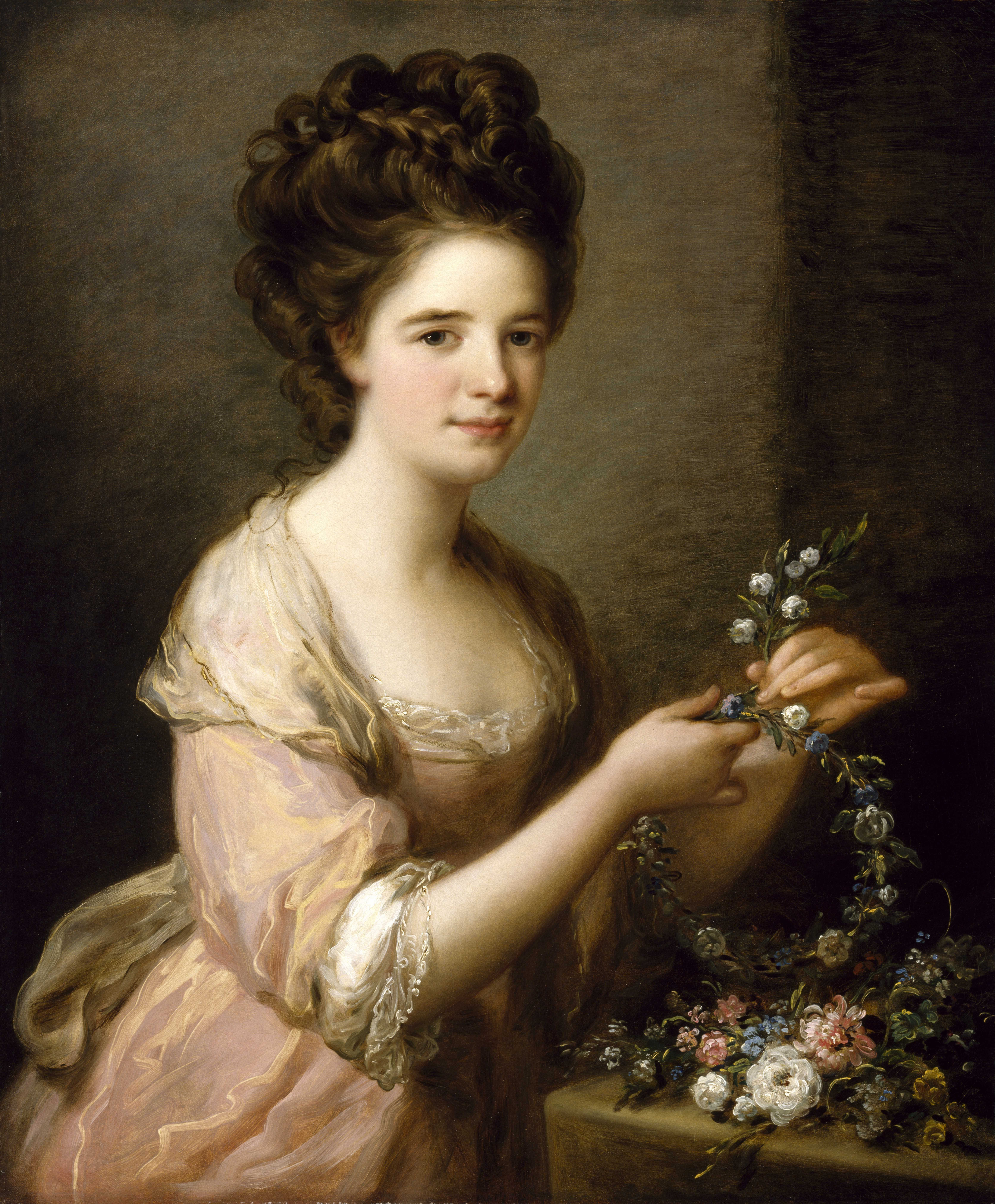
Eleanor Todd, um 1780

Am 15. August 1782 heiratete er Eleanor Todd (um 1762–1856), die einzige Tochter und Erbin von Anthony Todd, Sekretär im General Post Office. Mit ihr hatte er vier Söhne und fünf Töchter:
- James Maitland, 9. Earl of Lauderdale;
- Anthony Maitland, 10. Earl of Lauderdale;
- Hon. John Maitland (1789–1839), Colonel der British Army;
- Hon. Charles James Fox Maitland (1793–1817);
- Lady Anne Maitland (1786–1829) ⚭ 1807 Robert Fraser of Torbreck;
- Lady Mary Maitland (1788–1877) ⚭ 1819 Edward Stanley of Cross Hall;
- Lady Eleanor Maitland (1790–1869) ⚭ 1815 James Balfour of Whittinghame;
- Lady Julian Jane Maitland (1791–1827) ⚭ 1823 Sir John Warrender, 5. Baronet;
- Lady Charlotte Maitland (1792–1813).

## Wirtschaftswissenschaft
Maitland war neben seiner politischen Tätigkeit auch ein bedeutender Wirtschaftswissenschaftler seiner Zeit. In An inquiry into the nature and origin of public wealth (1804) tritt er als Gegner der Theorien Adam Smiths auf. Darin wurde erstmals die Bedeutung des Staatshaushalts auf die allgemeine Wirtschaftslage problematisiert. Es gilt daher als grundlegendes Werk des Keynesianismus. Über dieses Werk, das in mehrere Sprachen übersetzt wurde, kam es zu einem heftigen Disput mit Henry Brougham.

## Werk
- An Inquiry into The Nature and Origin of Public Wealth and into the Means and Causes of its Increase. Archibald Constable & Co., Edinburgh 1804 (Zweite Auflage 1819; englisch; PDF-Datei; 14,49 MB).